# Querubismo
Querubismo é uma doença rara, autossómica dominante, caracterizada por um crescimento simétrico anormal da mandibula e maxilar. Em 1933, Jones WA. caracterizou a doença como “doença cística familiar multilocular das mandíbulas”. O termo querubismo, derivado de “querubim”, surge posteriormente, devido à aparência das crianças afetadas pela doença, que possuem rosto oval, bochechas salientes e olhar desviado para cima.  Após um período de expansão que começa por volta dos 2 a 7 anos de idade, a doença tem tendência a regredir ou remeter após a puberdade.

## Sinais e Sintomas
A doença apresenta elevada variabilidade expressiva, que vai desde assintomática a fatal, principalmente pela compressão das vias aéreas superiores. Um dos sinais é o crescimento anormal bilateral da mandibula e maxilar, resultando numa face redonda e desproporcional, com proeminência das bochechas. Outro sinal é o olhar voltado para cima, resultado da elevação e espessamento da cavidade orbital. Como sintomas colaterais pode ocorrer perda precoce de dentes decíduos, má oclusão de dentes permanentes, deslocamento dos dentes e/ou edema do osso alveolar.

## Causas
O querubismo é uma doença autossómica dominante. Nos finais da década de 90 inicio dos anos 2000s, foi identificado o lócus presente no cromossoma 4p16, bem como a mutação presente no gene SH3BP2 relacionada com o querubismo .
Mutações no gene SH3BP2 foram relatadas em 93,5% dos casos em que o gene foi investigado e ocorreram principalmente nos resíduos de proteína 415, 418, 419 e 420. Alguns casos sugerem que o genótipo do paciente não é um fator clínico determinante no fenótipo clínico, a raridade da doença é um problema que pode influenciar na análise de uma possível correlação entre genótipo e fenótipo. Substituições específicas de aminoácidos de mutações SH3BP2 não foram associadas à classificação clínica da doença.

## Casos atípicos
Apesar de se considerar uma doença autossómica dominante, foram reportados dois casos ainda mais raros, o caso clínico de um rapaz com 7 anos de idade, portador da mutação no gene SH3BP2, revela uma penetrância reduzida. O pai do rapaz, portador da mutação, nunca exibiu quaisquer sinais ou sintomas de querubismo. Outro caso clínico, um rapaz com 6 anos de idade, portador da mutação no gene SH3BP2, diagnosticado com a doença, no qual os pais não apresentam a mutação, tratando-se de um caso de mutação espontânea não adquirida.

## Patogénese
A doença é caracterizada pela substituição de osso da matriz por cistos multiloculares compostos pela proliferação de estromas fibrosos e células gigantes do tipo osteoclástico. Uma das teorias aceite para a patogénese desta condição envolve fibrose perivascular provocando anormalidades no mesenquimatoso e a diminuição de oxigénio.

## Diagnóstico
O diagnóstico desta patologia pode ser realizado por exames histopatológicos, análise da história clínica familiar, ou recorrendo a análises radiológicas
Estudos genéticos revelam que mutações no cromossoma 4p16.3, nos exões 3, 4 e 9 estão relacionados com esta patologia, mais especificamente o exão 9 no gene SH3BP. Uma análise da sequência deste gene permite um diagnóstico correto de querubismo.

### Diagnóstico diferencial
O diagnóstico diferencial do querubismo inclui displasia fibrosa, tumor de hiperparatireoidismo, lesões nas células gigantes e cisto ósseo aneurismático. A distribuição simétrica das lesões causadas por querubismo ajudam frequentemente a distinguir a patologia destas condições.

### Diagnóstico na paleopatologia
Na paleopatologia, o diagnóstico é realizado com base na presença de evidências de lesões características da doença, como remodelação expansiva bilateral simétrica do maxilar e mandíbula, hipertrofia do seio maxilar, estreitamente cortical, trabeculação grosseira e opacidade ‘’em vidro despolido’’ esclerótica intercaladas com lesões osteolíticas observáveis em registos tomográficos. Podem ainda ser realizados exames microscópicos, como exames histológicos que permitem observar se a matriz óssea apresenta ou não o padrão consistente com querubismo, trabéculas "em forma de C" de osso tecido dispersas dentro de um estroma fibroso, incluindo fibras de colagénio abundantes de maturidade variável. O diagnóstico pode ainda ser realizado com análises ao DNA antigo, para perceber se a mutação no gene SH3BP2, responsável por esta patologia, está ou não presente.

## Tratamento
Uma vez que o querubismo pode provocar lesões com diferentes graus de severidade, o tratamento deve ser adaptado a cada individuo. Casos mais moderados são vigiados de modo que não evoluam. Existem alguns relatos na literatura médica em que os pacientes foram tratados com diferentes medicamentos. Graus mais severos, podem requerer cirurgias que eliminem os cistos e crescimentos fibrosos sendo  aconselhada a indivíduos entre os 5 e 15 anos. Em casos de querubismo associados a problemas como diplopia, proptose ocular e/ou perda de visão, é necessário tratamento oftalmológico.

## Prognóstico
O querubismo, apesar de ser uma doença rara, não apresenta um prognóstico com pouca informação. O estudo de Kadlub et al. (2016) mostraram que a expressão do factor nuclear das células T ativadas (NFATc1) e da proteína TRAP (fosfatase ácida resistente ao tartarato) nas células gigantes multinucleadas correlaciona-se com o prognóstico da severidade da doença.
As lesões no maxilar são as primeiras a apresentar melhorias, enquanto as lesões na mandíbula podem estar ainda presentes por volta dos 20 anos – mais tarde, os indivíduos que apresentam estas lesões voltam a ter uma configuração da mandíbula e maxilar considerada normal. Em contraste, quanto mais novos são os indivíduos maior é a variabilidade da doença, manifestando-se de formas muito mais agressivas (entre os 4 e 8 anos de idade). Nesta idade, mesmo após intervenção cirúrgica, a evolução da doença tende a ser negativa antes de apresentar sinais de melhorias.

### Classificação dos estádios da doença
Kadlub e colaboradores consideraram em diferentes estádios a extensão das lesões anatómicas do querubismo bem como a evolução após a intervenção cirúrgica: 1) doença paucissintomática com baixo risco de recorrência 2) doença sintomática com baixo risco de recorrência 3) doença clinicamente agressiva com alto risco de recorrência.

## Epidemiologia
O querubismo é uma doença que apresenta uma prevalência relativamente desconhecida, com apenas 300 casos estimados identificados na literatura patológica. Devido à sua raridade e ao espectro clínico alargado, torna-se complexo determinar a sua frequência.
Actualmente, os dados clínicos e patológicos permitem afirmar que o querubismo afecta igualmente ambos os sexos e atinge indivíduos de todas as ancestralidades.